# Ernst-Christoph Stolper
Ernst-Christoph Stolper (* 10. April 1960 in Duisburg) ist ein deutscher Politik- und Umweltaktivist sowie ehemaliger (politischer) Beamter (Bündnis 90/Die Grünen). Er war von Mai 2011 bis Juni 2012 Staatssekretär im Ministerium für Wirtschaft, Klimaschutz, Energie und Landesplanung Rheinland-Pfalz. Von 2016 bis 2019 war er stellvertretender Vorsitzender der Umweltschutzorganisation BUND.

## Leben
Als Schüler trat Stolper Ende der 1970er-Jahre der damals FDP-nahen linksliberalen Jugendorganisation Deutsche Jungdemokraten (DJD) bei, die sich jedoch nach dem Regierungswechsel 1982 von der FDP trennte und ab Mitte der 1980er Jahre bis 1992 relativ eng mit den Grünen zusammenarbeitete. Er studierte Politikwissenschaften, Volkswirtschaft, Geschichte und Soziologie in Bonn und Duisburg, schloss mit einem Diplom der Universität Duisburg in Politikwissenschaften (Schwerpunkt Internationale Politik) ab. Als Vertreter der Jungdemokraten gehörte Stolper der Geschäftsführung des Koordinierungsausschusses der Friedensbewegung an, der 1983 die große Friedensdemonstrationen in Bonn organisierte. Von 1984 bis 1986 war er Vorsitzender der Vereinigten Deutschen Studentenschaften (VDS), von 1987 bis 1989 Bundesvorsitzender der Jungdemokraten.
Von 1991 bis 1995 war Stolper persönlicher Referent von Bärbel Höhn, der damaligen Fraktionsvorsitzenden der Grünen im Landtag Nordrhein-Westfalen. Als Höhn 1995 Umweltministerin in der rot-grünen Landesregierung (Kabinett Rau V) wurde, machte sie Stolper zum Büroleiter, später Abteilungsleiter im Umweltministerium des Landes Nordrhein-Westfalen. Diese Position behielt er auch über die Regierungswechsel 2005 und 2010 hinaus. Zuletzt leitete er die Abteilung Klima, Energie und Umweltwirtschaft. Im Mai 2011 wurde Stolper zum Staatssekretär im Ministerium für Wirtschaft, Klimaschutz, Energie und Landesplanung Rheinland-Pfalz ernannt. Im Juni 2012 wurde er aufgrund von Meinungsverschiedenheiten mit Ministerin Eveline Lemke in den einstweiligen Ruhestand versetzt. Zum Nachfolger wurde Uwe Hüser ernannt.
Seit 2013 ist Stolper als Autor, Moderator und Referent tätig. Daneben engagiert er sich in der Protestbewegung gegen das Transatlantische Freihandelsabkommen (TTIP) und das umfassende Wirtschafts- und Handelsabkommen EU-Kanada (CETA). Er war Sprecher der europäischen Bürgerinitiative „Stop TTIP“ und Mitglied des Koordinierungskreises von „ttip unfairhandelbar“. Ab 2014 war er Sprecher des Arbeitskreises Internationale Umweltpolitik beim Bund für Umwelt und Naturschutz Deutschland (BUND). Im November 2016 wurde Stolper zum stellvertretenden Vorsitzenden des BUND gewählt. Diese Position hatte er bis 2019 inne. Seit März 2019 ist er Sprecher des Leitungskreises des Forums Umwelt & Entwicklung.